# 부성초등학교
부성초등학교는 대한민국 충청남도 서산시 지곡면 화천리에 있는 공립 초등학교이다.

## 학교 연혁
1875년 1월 2일 양산농업특수학교로 설립인가
1930년 6월 16일 부성공립보통학교 교명변경
1938년 4월 1일 부성공립심상소학교로 개칭
1939년 4월 1일 6년제 승격
1941년 4월 1일 부성공립국민학교로 개칭
1949년 12월 31일 부성국민학교로 개칭
1990년 6월 16일 개교 60주년 기념식 거행
1995년 12월 18일 독서교육 우수학교 선정
1996년 3월 1일 부성초등학교로 교명변경
2005년 2월 17일 제71회 졸업(총 4103명)
2007년 2월 15일 제73회 졸업(9명, 총 4132명)
2008년 3월 1일 산성초등학교의 통합
2008년 9월 3일 2동 교실 신축 및 한우리관 준공
2009년 3월 1일 병설유치원 인가
2010년 2월 11일 제 76회 졸업(총 4242명)
2011년 2월 15일 제 79회 졸업(총 4403명)
2012년 3월 1일 18학급 편성, 유치원 2학급
2013년 2월 14일 제 80회 졸업(총 4462명)
2014년 3월 3일 19학급 편성, 유치원 2학급
2015년 2월 13일 제 81회 졸업(총 4543명)
2016년 2월 5일 제82회 졸업(총 4615명)
2016년 3월 2일 21학급편성, 유치원 2학급 편성
2017년 3월 2일 22학급편성, 유치원 2학급 편성
2018년 3월 2일 23학급편성, 유치원 2학급 편성
2018년 5월 31일 지혜의 숲(옹달샘) 도서관 개관
2019년 3월 4일 24학급 편성, 유치원 2학급
2019년 6월 10일 맨발놀이터, 창의놀이터 개관
2020년 1월 30일 제86회 졸업(73명 졸업, 총 4886명)
2020년 3월 1일 25학급 편성, 유치원 2학급 편성
2021 2월 14일 제90회 졸업식(144명 졸업, 총 2321명)
2021년 3월 17일 제16회 입학식(923명 입학 총 6313

## 참고 자료
- 부성초등학교 - 한국교육학술정보원 학교알리미